# Thyene benjamini
Thyene benjamini es una especie de arañas araneomorfas de la familia Salticidae.

## Distribución geográfica
Es endémica de Sumbawa (Indonesia).